# Helena van Servië
Helena van Servië (Jelena Nemanje, Servisch: Јелена Вукановић) (na 1109 - na 1146) was een dochter van de Servische vorst, Uroš I Vojislavljević en Anna Diogenissa, een Byzantijnse edelvrouw. Op 28 april 1127 trouwde zij met de latere koning Béla II van Hongarije.
Béla was een neef van de vorige koning maar als kind blind gemaakt op bevel van zijn oom omdat zijn vader een staatsgreep wilde plegen. Mede daardoor had Helena een belangrijke rol in het bestuur van het land. Door een politiek van grove intimidatie hield ze de Hongaarse adel onder controle. Zo liet ze kort na de kroning 68 edelen die ze ervan verdacht mede verantwoordelijk te zijn voor het blind maken van Béla, tijdens een landdag ter dood brengen. Een jaar later werd Béla bedreigd door een troonpretendent. Ook toen werd een landdag georganiseerd om de crisis het hoofd te bieden. Béla wees daar de aanspraken van zijn tegenstander af, met als argument dat hij een bastaard zou zijn - wat vrijwel zeker niet het geval was. Alle edelen die dit beleid niet volledig steunden werden in de vergadering gedood.
Helena had controle over de koninklijke bezittingen en het leger door haar broer, die tot paltsgraaf en opperbevelhebber werd benoemd. Na de dood van Béla regeerde ze als regentes tot haar oudste zoon meerderjarig werd (1146).
Helena en Béla kregen volgende kinderen:
- Elisabeth, huwde met Mieszko III van Polen
- Géza II van Hongarije
- Ladislaus II van Hongarije
- Stefan IV van Hongarije
- Álmos, jong gestorven
- Sophia (ca. 1136), verloofd met Hendrik Berengarius, werd kloosterzuster in Admont toen hij voor het huwelijk al overleed.